# Кисака, Кикудзо
Кикудзо Кисака (яп. 木坂 規矩三 Кисака Кикудзо, неизвестно, Япония — неизвестно) — японский футболист. Выступал за сборную Японии.

## Карьера
На протяжении своей футбольной карьеры выступал за клуб Osaka Soccer Club.

## Национальная сборная
В 1923 году Кисака, Кикудзо был вызван в сборную Японии на Дальневосточных играх 1923. На этом турнире 23 мая он дебютировал против Филиппин, а 24 мая сыграл против Китая, больше матчей за сборную не имеет.

## Статистика за сборную
| Сборная Японии | Сборная Японии | Сборная Японии |
| Год            | Матчи          | Голы           |
| -------------- | -------------- | -------------- |
| 1923           | 2              | 0              |
| Итого          | 2              | 0              |